# Ulvøya (Oslo)
Ulvøya és una illa habitada en la part interior del fiord d'Oslo, en el municipi d'Oslo. Està localitzada a l'est de l'illa Malmøya i a l'oest del continent a Nordstrand. Un pont sobre el Ulvøysundet connecta l'illa al continent. L'illa cobreix una àrea de 0.3 km² (0.12 sq mi)

## Etimologia
D' ulv que significa 'llop' i d'øy que significa 'illa'.